# اندیس کاشان
کاشان یک اندیس غیرفلزی است که در حوالی شهر آران استان اصفهان قرار دارد و مادهٔ معدنی موجود در آن، خاک صنعتی است.  